# تشارلز بي. ويتمر
تشارلز بي. ويتمر (بالإنجليزية: Charles B. Witmer)‏ هو قاضي ومحامي أمريكي، ولد في 18 أبريل 1862، وتوفي في 7 أبريل 1925.